# Sheila Chandra
Sheila Chandra (född 14 april 1965 i South London, Storbritannien) är en engelsk popsångerska, soundtrackkompositör och skådespelerska av indisk härkomst. Hennes föräldrar föddes i södra Indien. Hon debuterade i underhållningsbranschen som skådespelare. Hon spelade Sudhamani Patel i tio avsnitt åren 1979 till 1981 i den av BBC producerade skoldramaserien Grange Hill. Som 16-åring startade hon i början av 1981 bandet Monsoon tillsammans med Steve Coe (som blev bandets producent, och senare även Sheilas make) och Martin Smith. 

## Bakgrund
Omkring 1980 kunde unga britter av asiatiskt ursprung konstatera att de saknade en egen popmusik. Den officiella brittiska hitlistan och diverse speciallistor dominerades av new wave (som delvis hade mycket av samtida reggae, särskilt steppers i sig), sen punk med band som vurmade för reggae och annan karibisk musik, och rockband, popstjärnor, soul- och discoartister från 1970-talet som fortfarande var populära. Minoriteter av asiatisk härkomst hade lagt märke till västindiska och afrikanska minoritetens framgångar i England och Frankrike med "sina egna" typer av populärmusik – framför allt reggae och 2-tone (ska), men även toast, dub, soca, salsa, zouk, juju, highlife, etc. Reggaebanden dominerade den årliga multikulturella Notting Hill-karnevalen före socan med ursprung i Trinidad & Tobago. Visserligen fanns en typ av indisk pop i Indien och andra typer i länder med mycket stora indiska minoriteter, som Trinidad & Tobago. Barn till indiska och pakistanska invandrare frågade sig ändå varför de inte hade utvecklat någon europeisk pop utifrån sina egna, etiska musiktraditioner.
Som en reaktion på detta bildade en ännu tonårig Sheila Chandra bandet Monsoon med Steve Coe (som blev bandets producent) och Martin Smith. Monsoon skapade en fusion av västerländska och indiska popstilar.

## Artistisk karriär

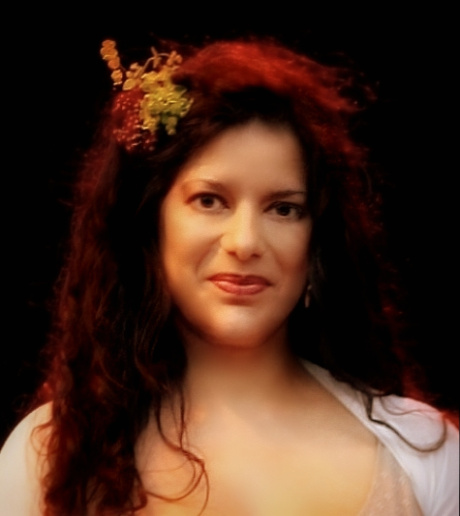
Sheila Chandra (2008)

Sheila Chandra och Monsoon spelade in sitt enda LP-album Third Eye år 1982, från vilken en singel, "Ever So Lonely", nådde en tofteplats på hitlistan i Storbritannien. De följde upp med singeln "Shakti", som hamnade på plats 41, och begreppet Indipop eller hindipop började etableras. "Shakti" skulle dock bli bandets sista singel. Albumet Third Eye innehåller även en cover av The Beatles "Tomorrow Never Knows". Påtryckningar från skivbolaget när det gällde bandets musikaliska inriktning ledde till att Monsoon upplöstes år 1982. I stället satte Coe och Smith igång att främja Chandra som soloartist på oberoende Indipop Records, som släppte Chandras album Out On My Own 1984 och därefter Quiet, Nada Brahma och The Struggle. Hon var ensam i världen som kvinnlig sångerska med det speciella indisk-europeiska soundet och det "exotiska" sättet att sjunga. 
Fonogram släppte "postumt" albumet Third Eye 1983.
Chandra var länge en utpräglad studioartist. Under 1990-talet beslutade hon sig för att ge konserter för första gången. Efter ett uppehåll på några år hade hon släppt tre album på Peter Gabriels Real World-etikett. (Marin Smith var nu inte längre involverad). De nya sångerna var i en minimalistisk "solo voice and drone style", och hon vidareutvecklade dessa för liveframträdanden, så att hon kunde framträda ensam på scenen med bara enstaka bandade "drones" som ackompanjemang.
Då hon sett likheter i strukturen mellan indiska ragas och engelska/irländska folksånger, började hon att införliva många brittiska och irländska traditionella sånger och tekniker i sin repertoar, och därefter andra sångstilar och sångtekniker från hela världen.
Sheila Chandra har även gett sig in i "hur man gör-genren" som författare. Hennes första bok Banish Clutter Forever - How The Toothbrush Principle Will Change Your Life (utgiven av Ebury Publishing / Random House den 4 mars 2010), innehåller hennes eget system för att vara välorganiserad, och vänder sig särskilt till människor som arbetar hemifrån.

## Indipop
Den musikstil Sheila Chandra företrädde kallades på 1980-talet indipop, vilket stod för en popmusik som var inspirerad av indisk musik. Detta begrepp skall skiljas från indiepop som uttalas på samma sätt, men som betyder "independent" det vill säga oberoende popmusik.

## Diskografi
Album med Monsoon
- Third Eye (1982)

Soloalbum
- Out on My Own  (1984)
- Quiet  (1984)
- Nada Brahma  (1985)
- The Struggle   (1985)
- Roots and Wings  (1990)
- Weaving My Ancestors' Voices  (1992)
- Silk  (1993)
- The Zen Kiss  (1994)
- ABoneCroneDrone  (1996)

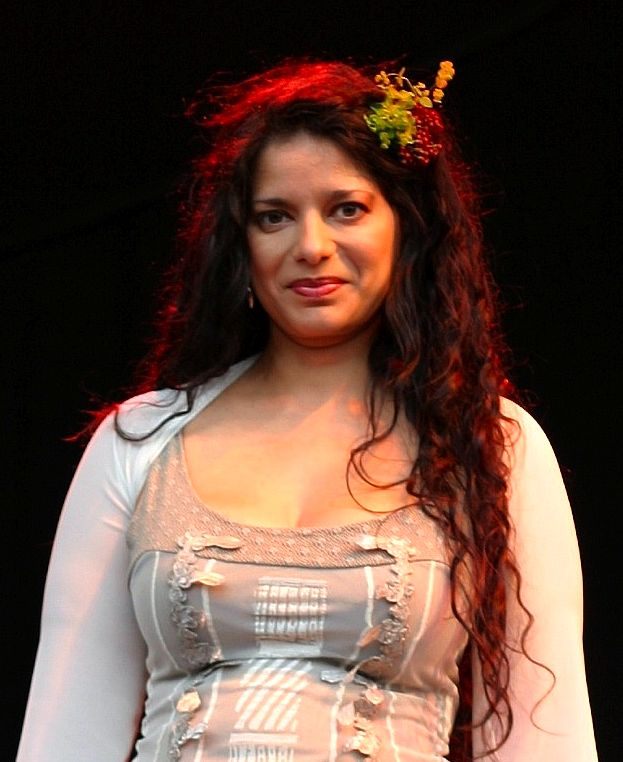
Sheila Chandra under en konsert vid musikfestivalen The Big Chill 2008, tillsammans med gruppen The Imagined Village.

- Moonsung: A Real World Retrospective  (1999)
- This Sentence Is True (The Previous Sentence Is False)  (2001)
- The Indipop Retrospective  (2003)

Singlar med Monsoon
- "Ever So Lonely" (1982)
- "Shakti (The Meaning of Within)" (1982)
- "Tomorrow Never Knows" (1982)
- "Wings of the Dawn (Prem Kavita)" (1982)
- "Ever So Lonely" (Remix av Ben Chapman) (1990)
- "So Lonely" ("Ever So Lonely" remix av Jakatta) (2002)